# Liebeslügen
Liebeslügen (jap. カノジョは嘘を愛しすぎてる Kanojo wa Uso wo Aishisugiteru) ist eine Manga-Serie von Mangaka Kotomi Aoki, die von 2009 bis 2017 in Japan erschien. Die Shōjo-Serie erzählt von zwei Bands, deren Mitgliedern und den Liebesgeschichten zwischen diesen. Sie wurde in Japan ein Verkaufserfolg in mehrere Sprachen übersetzt.

## Inhalt
Als Sängerin in einer Schülerband ist Riko auch ein großer Fan der Band „Crude Play“. Ihre Bandkollegen sind Sota und Yuichi. Letzterer mag die seit kurzem erfolgreichen Crude Play jedoch gar nicht, was vor allem an dem talentierten Aki Ogasawara liegt, der für sie die Texte schreibt. Doch bei den Auftritten ist Aki nicht dabei, denn diesen Part hat der Mittzwanziger Shinya überlassen, den er dafür besser geeignet hält. Auch wenn Bandleader und Akis Kindergartenfreund Shun ihn wieder zurück auf die Bühne holen will, lehnt Aki ab, da er fürchtet nicht bodenständig bleiben und dann keine guten Lieder mehr schreiben zu können. Mit der Zeit ist Aki immer mehr von der Musik frustriert, weil es im Musikgeschäft um ihn herum nur noch um Geld geht. Und seine Freundin Mari, ebenfalls erfolgreiche Sängerin, geht mit Takagi fremd, dem Produzenten der Band. Von diesem fühlt sich Aki ohnehin nur ausgenutzt. Als Aki dann zufällig Riko trifft, fragt er sie kurzerhand, ob sie an Liebe auf den ersten Blick glaubt. Sie ist sofort in ihn verliebt und obwohl die Beziehung zu ihr für ihn nur eine Ausflucht ist, gehen sie miteinander aus. Doch Aki verrät ihr nichts über seine Identität als bekannter Texte für Crude Play. Er gibt vor, Musik zu hassen, weswegen auch Rika ihn anlügt und nicht von ihrer Schulband erzählt. Wegen ihrer besonderen Stimme wurde sie auch noch kürzlich von Takagi angeworben.

## Veröffentlichung und Adaptionen
Der Manga erschien in Japan zunächst von Mai 2009 bis Februar 2017 im Magazin Cheese!. Dessen Verlag Shogakukan brachte die Kapitel auch gesammelt in 22 Bänden heraus. Eine deutsche Fassung der Serie erscheint seit November 2011 bei Egmont Manga. Im Juni 2022 wurde ein Abschluss-Bundle mit den letzten drei Bänden herausgegeben und der Manga damit auch auf Deutsch abgeschlossen. Die Übersetzung stammt von Yayoi Okada-Willmann. Auf Französisch erscheint die Serie bei Soleil, auf Spanisch bei Editorial Ivréa und auf Chinesisch bei Ever Glory Publishing. 
Die Geschichte wurde zweimal verfilmt. Zunächst 2013 als japanischer Realfilm mit Takeru Satoh und Sakurako Ohara in den Hauptrollen. Zu diesem wurde bei Fuji TV auch eine zehnteiligte Dorama-Serie gezeigt, die die Vorgeschichte zum Film erzählt. 2017 entstand eine südkoreanische Fernsehserie mit Lee Hyun-woo und Joy in den Hauptrollen, die bei tvN gezeigt wurde.

## Rezeption
Bereits der erste Band gelangte mit über 88.000 Verkäufen in den ersten beiden Wochen in die japanischen Manga-Charts. Dies steigerte sich mit den folgenden Bänden, sodass sich der 13. Band 166.000 Mal in drei Wochen verkaufte und mit einer Auflage von 200.000 zu den bedeutendsten Titeln des Verlags im Jahr 2014 gehörte. Bis 2013 waren insgesamt 3 Millionen Exemplare im Umlauf. Die Verkäufe blieben in dieser Größenordnung. Der letzte Band setzte noch 113.000 Bände in drei Wochen nach Veröffentlichung ab. 2014 erhielt der Manga den Shōgakukan-Manga-Preis in der Kategorie Shōjo.
Die für älteres weibliches Publikum geschriebene Serie behandele erwachsene Themen wie Sex unaufgeregt als normalen Bestandteil des Lebens, so die deutsche Zeitschrift AnimaniA. Neben dem Liebesglück ginge es auch „um künstlerische und berufliche Selbstverwirklichung“, sodass das realistisch-spannende Geschehen eine „mitten aus dem leben gegriffene Liebesgeschichte“ wie Nana oder Beck ergebe. Auch die komplizierten Gefühlslagen und die Lügengeflechte würde die Autorin gut herüberbringen. Die Zeichnungen seien weich und ausdrucksstark – anders als noch in den Frühwerken der Zeichnerin – und die detaillierten Hintergründe versetzten die Leserin direkt ins zeitgenössische Tokio.